# 2016年リオデジャネイロオリンピックのベラルーシ選手団
2016年リオデジャネイロオリンピックのベラルーシ選手団（2016ねんリオデジャネイロオリンピックのベラルーシせんしゅだん）は、2016年8月5日から8月21日にかけてブラジルのリオデジャネイロで開催された2016年リオデジャネイロオリンピックのベラルーシ選手団、およびその競技結果。

## 概要
今大会は金メダル1個、銀メダル4個、銅メダル4個の合計9個のメダルを獲得した。
トランポリン男子個人では、ウラジスラウ・ハンチャロウが金メダルを獲得した。体操競技でベラルーシ選手が金メダルを獲得したのは初めて。

## 選手団
- 人員: 選手 124人
- 開会式旗手: ヴァシル・キリエンカ

## メダル獲得者
| メダル | 名前                                                                                        | 競技                 | 種目                      | 日付（現地） |
| ------ | ------------------------------------------------------------------------------------------- | -------------------- | ------------------------- | ------------ |
| 金     | ウラジスラウ・ハンチャロウ                                                                  | トランポリン         | 男子個人                  | 8月13日      |
| 銀     | イワン・チホン                                                                              | 陸上                 | 男子ハンマー投            | 8月19日      |
| 銀     | マリア・ママシュク                                                                          | レスリング           | 女子フリースタイル63kg級  | 8月18日      |
| 銀     | ヴァジム・ストラルツォウ                                                                    | ウエイトリフティング | 男子94kg級                | 8月13日      |
| 銀     | ダルヤ・ナウマヴァ                                                                          | ウエイトリフティング | 女子75kg級                | 8月12日      |
| 銅     | アリャクサンドラ・ヘラシメニア                                                              | 競泳                 | 女子50m自由形             | 8月13日      |
| 銅     | イブラヒム・サイダウ                                                                        | レスリング           | 男子フリースタイル125kg級 | 8月20日      |
| 銅     | ヤビド・ハムザタウ                                                                          | レスリング           | 男子グレコローマン85kg級  | 8月15日      |
| 銅     | マルハリタ・マフニョワ ナジェヤ・リアペシュカ ウォルハ・フジェンカ マリナ・リトヴィンチュク | カヌー               | 女子K-4 500m              | 8月20日      |

## 種目別選手・スタッフ名簿及び成績

### アーチェリー
- アントン・プリレポフ（男子個人）1回戦敗退

### 陸上競技
- ウラジスラウ・プリャマフ（男子マラソン）2時間22分48秒 83位
- スツィアパン・ラハウツォウ（男子マラソン）2時間20分34秒 69位
- アリャクサンドル・リャコビッチ（男子20km競歩）1時間25分04秒 43位
- デニス・シマノビッチ（男子20km競歩）途中棄権
- イワン・トロツキ（男子50km競歩）途中棄権
- カンスタンツィン・バリチェウスキ（男子走り幅跳び）7.67m 予選敗退
- アルツェム・バンダレンカ（男子三段跳び）15.43m 予選敗退
- マクシム・ネスツェレンカ（男子三段跳び）16.52m 予選敗退
- ドミトリー・プラトニツキ（男子三段跳び）16.52m 予選敗退
- アンドレイ・チュリラ（男子走り高跳び）2.22m 予選敗退
- ドミトリー・ナボコフ（男子走り高跳び）2.17m 予選敗退
- パヴェル・バレイシャ（男子ハンマー投げ）73.33m 予選敗退
- シャルヘイ・カラモイェツ（男子ハンマー投げ）74.22m 9位
- イワン・チホン（男子ハンマー投げ）77.79m  銀メダル
- マリナ・アルザマサワ（女子800m）1分59秒10、7位
- ユリヤ・カロル（女子800m）2分01秒09 予選敗退
- マリナ・ダマンツェビッチ（女子マラソン）2時間37分34秒 45位
- ナスターシャ・イワノワ（女子マラソン）途中棄権
- ヴォルハ・マズロナク（女子マラソン）2時間24分48秒 5位
- カツェリーナ・パプラウスカヤ（女子100mハードル）13秒45 予選敗退
- アリナ・タライ（女子100mハードル）13秒66 準決勝敗退
- カツェリーナ・ベラノビッチ（女子400mハードル）56秒55 予選敗退
- スヴャトラーナ・クゼリッチ（女子3000m障害）9分32秒93 予選敗退
- ナスターシャ・プザコワ（女子3000m障害）10分14秒08 予選敗退
- ナスターシャ・ヤツェビッチ（女子20km競歩）1時間32分53秒 17位
- ウォルハ・スダラワ（女子走り幅跳び）6.29m 予選敗退
- イリナ・ヴァスコウスカヤ（女子三段跳び）13.35m 予選敗退
- ナタリア・ヴィアトキナ（女子三段跳び）13.25m 予選敗退
- イリナ・ヤカルツェビッチ（女子棒高跳び）4.15m 予選敗退
- アレナ・アブラムチュク（女子砲丸投げ）17.37m 11位
- アリョーナ・ドゥビツカヤ（女子砲丸投げ）18.23m 8位
- ユリア・リアンチュク（女子砲丸投げ）17.66m 予選敗退
- タチアナ・カラドビッチ（女子やり投げ）64.60m 5位
- タチアナ・コルシュ（女子やり投げ）56.16m 予選敗退
- ハンナ・マリシク（女子ハンマー投げ）71.90m 7位
- アレナ・ソバレワ（女子ハンマー投げ）67.06m 予選敗退

### バスケットボール
- 女子 予選リーグ敗退
  - パリア・パポワ
  - アリャクサンドラ・タラサワ
  - カツェリーナ・スニツィナ
  - タチアナ・リフタロビッチ
  - ウォルガ・ジュシコワ
  - アナスタシア・ヴェラメイェンカ
  - イェレナ・レフチェンカ
  - リンジー・ハーディング
  - タチアナ・トロイナ
  - ナタリヤ・トラフィマワ
  - マリア・フィロンチク
  - ユリヤ・リツィカバ

### ボクシング
- ジミトリ・アサナウ（男子バンタム級）2回戦敗退
- パヴェル・カストラミン（男子ウェルター級）1回戦敗退
- ミハイル・ドーハリアヴェッツ（男子ライトヘビー級）2回戦敗退

### カヌー
- マリナ・パウタラン（女子スプリントカヤックシングル500m）1分54秒474、4位
- ナジェヤ・パポク、マリナ・パウタラン（女子スプリントカヤックペア500m）1分46秒967、6位
- 女子スプリントカヤックフォア500m 1分36秒908  銅メダル
　ウォルハ・フジェンカ、ナジェヤ・パポク、マリナ・パウタラン、マルハリタ・チシュケビッチ

### 自転車
- ヴァシル・キリエンカ
  - （男子ロードレース個人）途中棄権
  - （男子ロードレースタイムトライアル）1時間16分05秒70、17位
- カンスタンツィン・シウツォウ
  - （男子ロードレース個人）6時間30分05秒 49位
  - （男子ロードレースタイムトライアル）1時間18分58秒75、25位
- アレナ・アミアリュシク
  - （女子ロードレース個人）3時間53分37秒 13位
  - （女子ロードレースタイムトライアル）46分05秒73、11位
- タチアナ・シャラコワ（女子トラックレースオムニアム）164、9位

### 飛込
- ワジム・カプトゥル（男子10m高飛込）353.85	予選敗退
- エフゲニー・カラリオフ（男子10m高飛込）347.80 予選敗退

### フェンシング
- アリャクサンドル・ブイケビッチ（男子サーブル個人）2回戦敗退

### 体操
- アンドレイ・リホヴィツキー（男子個人総合）86.631、18位
- カイリー・ディクソン（女子個人総合）47.798 予選敗退

### 新体操
- カツェリーナ・ハルキナ（個人）70.932、6位
- メリティナ・スタニウタ（個人）71.133、5位
- 団体 35.299、5位
　ハンナ・ドゥジェンコワ、マリア・カドビナ、マリヤ・カツィアク、
　ワレリヤ・ピッシェリーナ、アリーナ・ツィツィリナ

### トランポリン
- ウラジスラウ・ハンチャロウ（男子） 金メダル
- ハンナ・ハルチョナク（女子）5.700、8位
- タチアナ・ピアトレニア（女子）54.650、5位

### 柔道
- ドミトリー・シェルシャン（男子66kg級）2回戦敗退
- ダリヤ・スクリプニク（女子48kg級）1回戦敗退

### 近代五種
- アナスタシア・プロコペンコ（女子）1272、22位

### ボート
- スタニスラフ・シュシャルバチェニナ（男子シングルスカル）6分48秒78、5位
- 男子舵なしフォア 6分00秒57、9位
ワジム・リアリン、ジアニス・ミハル、イハル・パシェビッチ、ミラカイ・シャルラプ
- エカテリーナ・カルステン（女子シングルスカル）7分25秒03、8位
- ユリヤ・ビチク、タチアナ・クフタ（女子ダブルスカル）7分40秒48、8位
- アレナ・フルマン、インナ・ニクリナ（女子舵なしペア）8分32秒54、15位

### セーリング
- ミキタ・ツィルクン（男子RS:X級）215、22位
- タチアナ・ドロズドフスカヤ（女子レーザーラジアル級）137、19位

### 射撃
- ヴィタリ・ブブノビッチ
  - （男子10mエアライフル）622.9 予選敗退
  - （男子50mライフル伏射）144.2、5位
- イリア・チャーヘリカ
  - （男子10mエアライフル）121.6、6位
  - （男子50mライフル3姿勢）1166 予選敗退
- ユリ・シュチェルバツェビッチ
  - （男子50mライフル伏射）622.1 予選敗退
  - （男子50mライフル3姿勢）1170 予選敗退
- ヴィクトリア・チャイカ
  - （女子10mエアピストル）380 予選敗退
  - （女子25mピストル）575 予選敗退

### 競泳
- ヤウエン・ツルキン
  - （男子100m自由形）49秒37 予選敗退
  - （男子100mバタフライ）53秒24 予選敗退
- パヴェル・サンコビッチ（男子100mバタフライ）53秒00 予選敗退
- ヴィクタル・スタセロビッチ（男子100m背泳ぎ）55秒68 予選敗退
- ミキタ・ツミュ
  - （男子100m背泳ぎ）54秒97 予選敗退
  - （男子200m背泳ぎ）2分00秒96 予選敗退
- ユリヤ・キトラヤ（女子50m自由形）25秒18 予選敗退
- アリャクサンドラ・ヘラシメニア
  - （女子50m自由形）24秒11 国内新  銅メダル
  - （女子100m自由形）54秒34 準決勝敗退

### シンクロナイズドスイミング
- イリナ・リマノウスカヤ、ヴェロニカ・イェシポビッチ（デュエット）157.9913 予選敗退

### 卓球
- ブラディミル・サムソノフ（男子シングルス）3位決定戦敗退
- ビクトリア・パブロビッチ（女子シングルス）3回戦敗退
- アレクサンドラ・プリワロワ（女子シングルス）2回戦敗退

### テコンドー
- アルマン＝マルシャル・シラ（男子80kg超級）1回戦敗退

### テニス
- アリャクサンドル・ブリー、マックス・ミルヌイ（男子ダブルス）1回戦敗退

### ウエイトリフティング
- ペトル・アサヨナク（男子85kg級）377、6位
- パヴェル・ハダセビッチ（男子85kg級）365、7位
- アリャクサンドル・ベルサナフ（男子94kg級）381、8位
- ワジム・ストラルツォウ（男子94kg級）395  銀メダル
- ナスターシャ・ミハレンカ（女子69kg級）途中棄権
- パリア・パチェブト（女子69kg級）237、7位
- ダリヤ・ナウマワ（女子75kg級）258  銀メダル

### レスリング
- ウラジスラウ・アンドレイェウ（男子フリースタイル57kg級）敗者復活1回戦敗退
- アルマハジ・マハメダフ（男子フリースタイル86kg級）2回戦敗退
- イブラヒム・サイダウ（男子フリースタイル125kg級） 銅メダル
- ソスラン・ダウロフ（男子グレコローマン59kg級）1回戦敗退
- ヤヴィド・ハムザタウ（男子グレコローマン85kg級） 銅メダル
- ツィマフェイ・ゼイニチェンカ（男子グレコローマン98kg級）1回戦敗退
- マリア・ママシュク（女子フリースタイル63kg級） 銀メダル
- ワシリア・マルザリュク（女子フリースタイル75kg級）3位決定戦敗退